# Sosatie

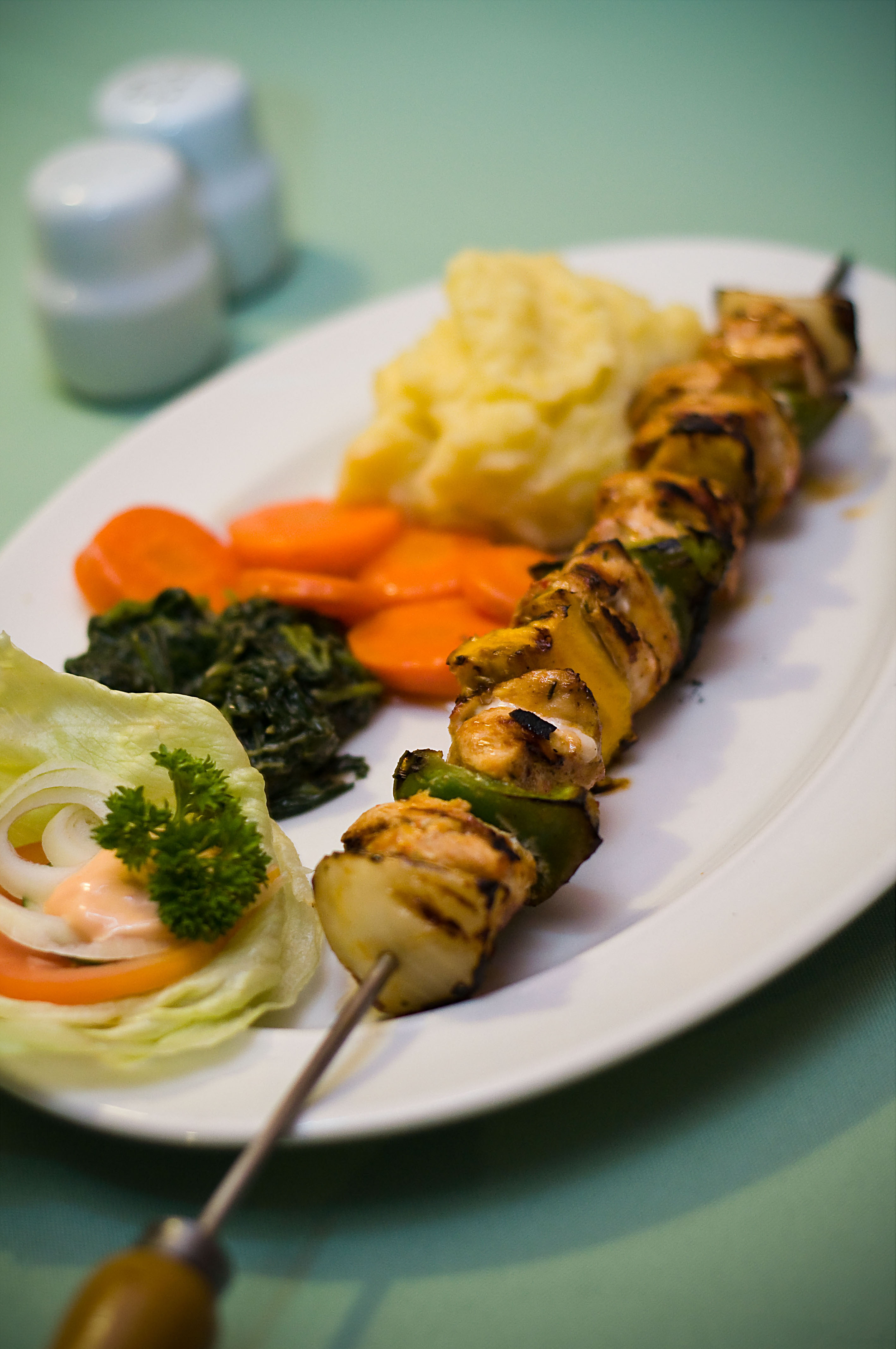
Sosatie de pollo.

Sosatie (en plural sosaties) es un plato tradicional de la cocina sudafricana fundamentado en carne (por regla general carne de cordero) elaborado con pinchos. El término deriva de sate («carne en pinchos») y saus («salsa»). Es un plato original de la cocina malaya del Cabo, empleado por los afrikáans.

## Características
Para preparar la sosatie se suelen marinar los pedazos de cordero en cebollas fritas, chillies, ajo, hojas de curry y zumo de tamarindo. Posteriormente, se insertan en un pincho y luego se asan a la parrilla o al grill. La forma más común de servir los sosaties es en un braai (o barbacoa sudafricana). A menudo entre los pedazos de carne se suelen intercalar setas, cebollas de pequeñas dimensiones o pimientos cortados.